# النزاع الباكستاني الهندي 2019
النزاع الباكستاني الهندي 2019 هو اشتباك بين الجيشين الهندي والباكستاني حصلَ في منطقة كشمير في شهري فبراير-مارس من عام 2019. تعودُ خلفيّة الموضوع للرابع عشر من شباط/فبراير من ذات العام حينمَا قام مسلحون في الجانب الهندي من كشمير بقتل 40 فردًا من قوة الشرطة الاحتياطية المركزية. تبنّى جيش محمد الذي يتخذُ من باكستان مقرًا له العمليّة فيما شجبت السلطات في الباكستان الهجوم وأنكرت مسؤوليتها. في 26 فبراير، شنّت القوات الجوية الهندية غارات جوية على خط المراقبة في كشمير وذلكَ لأول مرة منذ الحرب الباكستانية الهندية 1971، وأصدرت الهند وباكستان روايتين مختلفتين عمّا حصل بالضبط. في اليوم نفسه، اندلعت اشتباكات حدودية بين القوات المسلحة للبلدين، مما أدى لمقتل ما لا يقل عن 4 مدنيين في أزاد كشمير. في 27 فبراير، استهدفت القوات الجوية الهندية عدة أهداف عبر خط المراقبة في كشمير الهندية. زعمت باكستان أنها أسقطت مقاتلتين هنديتين وأسرت طياراً. اعترفت الهند بهجوم القوات الجوية الباكستانية الذي وقع في كشمير الهندية لكنها زعمت سقوط طائرة واحدة فقط وأنها أسقطت في المقابل مقاتلة باكستانية.

## خط النزاع الزمني 2019

### هجوم كشمير الانتحاري
بدأت المواجهة العسكرية الباكستانية الهندية في منتصف فبراير 2019، عندما تعرضت قافلة تحمل أفراد أمن على طريق جمو سري نجر السريع للهجوم من قبل مفجر انتحاري يقود سيارة في كشمير، بالقرب من أوانتي بورا، ضلع بلوما، كشمير، الهند. أسفر الهجوم عن مقتل 41 من عناصر قوة الشرطة الاحتياطية المركزية ومنفذ الهجوم. أعلن جيش محمد – المصنّف كجماعة إرهابية لدى الهند – والذي يتخذُ من باكستان مقرًا له مسؤوليته عن الهجوم.

### غارة بالاكوت 2019
في 26 شباط/فبراير 2019 قامت 12 طائرة تابعة للقوات الجوية الهندية من طراز ميراج 2000 بعبور خط المراقبة في كشمير، وشنّت غارة جوية داخل الأراضي الباكستانية. قالت الهند أن الغارة كانت انتقامًا لهجوم كشمير الذي وقعَ قبل أسبوعين من الغارة. تبعًا للهند، فإن الطائرات استهدفت معسكر عسكري تابع لجيش محمد في بالاكوت وقتلت عدداً ضخماً من المسلحين – 360 مسلح – وعادت للمجال الجوي الهندي دون أن يلحق بها أي إصابات ودون أن تلتحم مع الطيران الباكستاني.
في المُقابل قالت باكستان إن الطائرات اخترقت المجال الجوي الباكستاني بالقرب من مظفر أباد؛ وردًا على ذلك هرعت الطائرات الباكستانية لاعتراض الهجوم، مما أجبر النفاثات الهندية على العودة للمجال الجوي الهندي. أثناء عودتها؛ أسقطت إحدى الطائرات حمولاتها. زعمت باكستان عدم وقوع أي إصابات أو خسائر. بعد الحادث، حدث اشتباك بين القوات الهندية والباكستانية عبر خط المراقبة؛ وأفادت باكستان عن مقتل أربعة مدنيين وإصابة 11 آخرين جراء القصف الهندي.
كانت تلك المرة الأولى منذ حرب 1971 التي تعبر فيها طائرات القوات الجوية الهندية خط المراقبة والأولى منذ أصبح لدى الدولتين أسلحة نووية.

### إسقاط الدرون
في اليوم نفسه، قام نظام الدفاع الجوي الهندي سبايدر (نظام دفاع صاروخي) بإسقاط درون باكستانية بالقرب من الحدود الدولية الباكستانية الهندية وعُثر على حطامها في نانكاتاد، قرية في أبداسا تالوكا في ضلع كوتج بولاية كجرات الهندية.

### الاشتباكات الحدودية
وقعت اشتباكات حدودية بين القوات الباكستانية والهندية على امتداد خط المراقبة في 26 فبراير 2019، وتبادل الجانبان طلقات الأسلحة الخفيفة والهاون. أفاد مسؤولون باكستانيون بمقتل ما لا يقل عن أربعة مدنين وإصابة 11 آخرين. لقت سيدة تبلغ من العمر 55 عامًا وابنيها مصرعهما (20 و8 سنوات) في قطاع ناكيال. وفي قطاع خويراتا، قُتلت امرأة تبلغ من العمر 40 عام.

### الغارة الجوية على راجوري وبونج
في 27 فبراير، أعلن مسؤولون عسكريون باكستانيون الإغارة على عدة أهداف في كشمير. وزعم المتحدث العسكري الباكستاني أن القوات الجوية الباكستانية قصفت ستة مواقع وكانت تستهدف مواقع إمدادات الجيش الهندي. وزعمت أن مقاتلتين هنديتين من طراز ميك 21 قد تم إسقاطها وأُسر طيار ميك الهندية أبيناندان. ومن جهة أخرى، أكد الجيش الهندي وقوع الغارة الباكستانية. إلا أن الجيش الهندي يزعم أن القوات الجوية الباكستانية لم تضرب سوى أربع مواقع وأنها استهدفت منشآت عسكرية هندية. وكانت تلك المواقع العسكرية هي ناديان، لآم جانكر، كري في ضلع راجوري ومنطقة هاميرپور في بيمبر كالي في بونج. تبعاً للجيش الهندي، فقد عبرت ثلاث طائرات باكستانية خط المراقبة من نواشرا، جامو وكشمير. إلا أن القوات الهندية اعترضتها وأجبرتها على التراجع.
صرح رئيس الوزراء الباكستاني عمران خان أن الغارات الجوية لم يكن هدفها إلا «إرسال رسالة» وكانت خطة باكستان عند إلحاق «الخسائر» بالجانب الهندي. رفضت الهند هذه الرواية. كما ناشدت عمران خان بعقد المفاوضات لتجنب الحرب.

### إسقاط الطائرة الهندية
بعد أن أعلن مسؤولون عسكريون باكستانيون عن تنفيذ عدة غارات جوية على أهداف متعددة على امتداد خط المراقبة، أفاد مكتب خدمات العلاقات العامة أن القوات الجوية الباكستانية قد أسقطعت طائرتين هنديتين بعد دخولهما المجال الجوي الباكستاني. زعم مكتب خدمات العلاقات الخارجية أن إحدى الطائرتين سقطت في كشمير الباكستانية بينما سقطت الثانية في كشمير الهندية. كما ادعى أن القوات الباكستانية أسرت طيارين وأكد السيد آصف غفور لاحقاً أسر طيار واحد فقط. الطيار، أبيناندان فارتامان، هو قائد جناح وطيار ميكويان كورفيتش - ميك-21. أكدت وزار الخارجية الهندية أن هناك طيار هندي مفقود أثناء الاشتباك بعد فقدان طائرة مقاتلة ميك-21 بيسون أثناء التحامها مع مقالات باكستانية بعد انتهاك الأخيرة للمجال الجوي الهندي.
يزعم رافيش كومار من وزارة الخارجية الهندية  أن طائرة باكستانية أسقطتها القوات الجوية الهندية بعد اختراقها المجال الجوي. تزعم الهند أن المقاتلة الباكستانية سقطت على بعد 3 كم داخل الأراضي الباكستانية. إلا أن السلطات الباكستانية رفضت مزاعم الجيش الهندي. يزعم الجيش الباكستاني عند تضرر أي طائرات تابعة للقوات الجوية الباكستانية في الهجوم وأن إف-16 لم تستخدم في الهجوم. خلال 27 فبراير 2019، كانت هناك تبادل مكثف لإطلاق النار بين القوات الهندية والباكستانية على امتداد خط المراقبة.